# Lycée Notre-Dame (Fontenay-le-Comte)
Le lycée Notre-Dame est un établissement d'enseignement privé catholique d'enseignement général et secondaire sous contrat avec l'État, situé à Fontenay-le-Comte, en Vendée.

## Histoire

### Couvent des cordeliers
les cordeliers de Fontenay-le-Comte établirent leur premier couvent aux abords du faubourg du Puits-Saint-Martin vers 1320. Ce sanctuaire primitif, malheureusement ruiné au cours des guerres de Religion, notamment en 1562 puis en 1568, contraignit les religieux à chercher un nouvel asile. C’est ainsi qu’en 1614, ils acquirent un terrain situé au sud de l’actuelle rue Rabelais, où ils entreprirent d’édifier un nouveau couvent. L’année 1618 marque un tournant, puisque, cette même année, les cordeliers cédèrent leur ancien couvent à des particuliers et commencèrent à bâtir les nouveaux bâtiments, témoignant d’une volonté de renouveau. Le 14 mars 1618, un contrat fut établi entre Claude Porcher de Laumondière et Michel Paistre, tailleur de pierre de Fontenay, pour l’édification de la chapelle Porcher dans l’église du couvent nouvellement construit. Benjamin Fillon, érudit et historien, attribue cette œuvre à Michel Paistre, ainsi qu’à ses confrères fontenaisiens Jean Janaud et Jean Mairang, et avance l’année 1623 comme date probable de la consécration de la chapelle.
De ce couvent, il ne subsiste aujourd’hui que peu d’éléments architecturaux : principalement le sous-sol, qui se trouve sous une partie du bâtiment principal, ainsi qu’une aile du cloître. Cependant, d’importants travaux furent entrepris vers 1780, peu avant les convulsions révolutionnaires, selon une analyse stylistique des vestiges. Le bâtiment principal à deux étages, doté d’un escalier remarquable, et un édifice plus modeste situé à l’ouest, semblent majoritairement issus de cette campagne de rénovation.
Lors de la Révolution française, le couvent, désormais sécularisé et employé à divers usages, fut vendu comme bien national à deux acquéreurs privés. Les procès-verbaux d’estimation rédigés en 1792 mentionnent un plan, dessiné par l’ingénieur Champion de la Bretonnière, aujourd’hui égaré, ce qui empêche une identification précise des structures évoquées. De même, un acte de vente partielle de 1799 mentionne des « masures du ballet de la ci-devant église », un « grand bâtiment » adjacent et un « bâtiment neuf » aligné au sud de l’entrée, sans toutefois permettre une localisation rigoureuse de ces éléments.

### Arrivée des Ursulines de Jésus
En juillet 1808, les Ursulines de Jésus établissent leur présence dans la ville en réponse à la demande du curé de l'église Notre-Dame, M. Brochard, visant à créer un pensionnat et une école pour les enfants défavorisés. L'ouverture de cette institution suscite un vif intérêt, attirant de nombreux élèves. À ses débuts, l'école est installée dans l'ancien prieuré Notre-Dame, malgré ses nombreuses insuffisances architecturales. En 1843, les Ursulines acquièrent une nouvelle propriété, où elles s'installent définitivement en 1844.

### Développement et transformations auXIXesiècle
La chapelle fut édifiée entre 1847 et 1849 et consacrée le 2 février 1848. En 1975, elle subit d'importantes transformations afin d'être réaménagée en salle audiovisuelle et en nouvel espace de culte. D'autres travaux d'agrandissement sont entrepris vers 1845, entraînant une augmentation sensible de l'assiette foncière, qui passe de 480 à 540 francs. Cette hausse est encore plus marquée en 1857, l'impôt foncier s'élevant alors à 800 francs. Il est fort probable que cette dernière campagne de travaux ait donné lieu à une refonte complète de la partie orientale du bâtiment principal.

### De la Première Guerre mondiale à la Seconde Guerre mondiale
Pendant la Première Guerre mondiale, l'établissement est transformé en hôpital pour accueillir les soldats blessés. En 1926, une école primaire est créée au 10 rue Barnabé-Brisson, sous le nom de Notre-Dame de la Foi. L’Institution Jeanne d’Arc acquit alors une renommée en tant qu'établissement scolaire. Elle proposait des cours commerciaux et offrait des formations en sténographie, dactylographie, comptabilité et secrétariat. Durant la Seconde Guerre mondiale, une partie du bâtiment est réquisitionnée par les forces allemandes. En octobre 1942, des classes secondaires sont ouvertes au 6 rue Barnabé-Brisson.

### Réorganisations et fusions après 1948
En août 1948, les Ursulines de Jésus quittent Fontenay-le-Comte, transférant leur établissement à l'Union Chrétienne par le biais d'un bail emphytéotique. Ce type de contrat a permis à l'Union Chrétienne de mener diverses initiatives. Parallèlement, en septembre de la même année, l'Institution Notre-Dame fusionne avec l'Institution Jeanne d'Arc. Par la suite, une école paroissiale, appelée Notre-Dame de la Foi, est créée avant d'être intégrée à l'école La Trinité en 2017, à la suite de sa fusion avec les écoles Saint-Vincent-de-Sacré-Cœur et Saint-Jean.
La section technique a été créée en octobre 1950, et en 1962, la seule classe élémentaire a été supprimée. À partir de 1982, l’établissement a pris le nom de LEGTP Notre-Dame (Lycée d’Enseignement Général et Technique Privé). En 1976, il est devenu mixte et accueille désormais plus de 1000 élèves.

## Classement
En 2023, le lycée se classe 8e sur 20 au niveau départemental quant à la qualité d'enseignement, et 969e sur 2311 au niveau national. Le classement s'établit sur trois critères : le taux de réussite au bac, la proportion d'élèves de première qui obtient le baccalauréat en ayant fait les deux dernières années de leur scolarité dans l'établissement, et la valeur ajoutée (calculée à partir de l'origine sociale des élèves, de leur âge et de leurs résultats au baccalauréat).